# Intervision-Liederwettbewerb
Der Intervision-Liederwettbewerb wurde als Alternativveranstaltung zum westeuropäischen Grand Prix Eurovision de la Chanson von der Intervision, dem Programmaustausch-Netzwerk der Fernsehanstalten der sozialistischen Länder Mittel- und Osteuropas, der Mongolei sowie von Österreich und Finnland, organisiert und fand von 1977 bis 1980 statt. Der Austragungsort war stets die Opera Leśna im polnischen Sopot. 
Der Intervision-Liederwettbewerb ersetzte von 1977 bis 1980 das Internationale Sopot Festival, das seit 1961 in Sopot abgehalten wurde. Ab 1984 führte das polnische Fernsehen TVP den Wettbewerb wieder unter seinem alten Namen, dem Internationalen Sopot-Festival, fort.
2008 gab es einen ersten Versuch in Russland, wieder unter dem Namen Intervision einen Liederwettbewerb zu etablieren. Der Ausscheid fand in Sotschi statt. Es gewann Tahmina Nijosowa für Tadschikistan. Es blieb ein einmaliges Ereignis. Für das Jahr 2014 gab es ebenfalls Bestrebungen, im russischen Sotschi einen Wettbewerb mit der traditionsreichen Bezeichnung auszutragen, zu dem auch ein russischer Vorentscheid durchgeführt wurde. Aus „politischen Gründen“ wurde der Wettbewerb jedoch abgesagt. Ein erneuter Versuch für 2015 wurde ebenfalls verschoben. Verantwortlich war der mehrheitlich staatliche russische Fernsehsender Erster Kanal. Am Wettbewerb sollten neben den früheren Sowjetrepubliken Kasachstan, Tadschikistan, Kirgisistan und Usbekistan auch die Volksrepublik China teilnehmen. Zur Teilnahme sollten offenbar alle GUS-Mitgliedsstaaten und weitere Mitglieder der Shanghaier Organisation für Zusammenarbeit berechtigt sein. Diese Wettbewerbe hatten aber nichts mit der nicht mehr bestehenden Fernsehprogrammaustausch-Organisation Intervision zu tun.
Nachdem Russland nach dem Angriff auf die Ukraine 2022 vom Eurovision Song Contest ausgeschlossen worden war, bemühte sich die Regierung erneut, den Wettbewerb wiederzubeleben. Neben ehemaligen Sowjetstaaten sollten auch die BRICS-Staaten China und Brasilien teilnehmen. Geplant wurde die Austragung im September 2025 in Moskau.

## Gewinner
- 1. Intervision Liederwettbewerb 1977 (= 17. Internationales Sopot-Festival): Helena Vondráčková ( Tschechoslowakei) – Malovaný džbánku
- 2. Intervision Liederwettbewerb 1978 (= 18. Internationales Sopot-Festival): Alla Pugatschowa ( Sowjetunion) – Всё могут короли (Wsjo mogut koroli)
- 3. Intervision Liederwettbewerb 1979 (= 19. Internationales Sopot-Festival): Czesław Niemen ( Polen) – Nim przyjdzie wiosna
- 4. Intervision Liederwettbewerb 1980 (= 20. Internationales Sopot-Festival): Marion Rung ( Finnland) – Where Is the Love

Gewinner der namensgleichen Neuauflage
- 2008 (in Sotschi): Tahmina Niyazova ( Tadschikistan) - Hero